# Station Bralin
Station Bralin is een spoorwegstation in de Poolse plaats Bralin.